# Homogene Turbulenz
Die homogene Turbulenz gehört zusammen mit der isotropen Turbulenz zu den einfachsten idealisierte Strömungsformen, durch die sich turbulente Strömungen vereinfacht beschreiben lassen.
Für die homogene Turbulenz gilt, dass alle statistischen Eigenschaften der Strömung (mittleren Geschwindigkeitsschwankungen) überall im Strömungsfeld gleich sind. Im Gegensatz zur isotropen Turbulenz liegt also nur eine Translationsinvarianz vor, d. h. eine Unabhängigkeit der Größen vom Ortsvektor, aber keine Rotationsinvarianz, d. h. keine Unabhängigkeit von der Richtung bzw. Drehung.
Für die Reynoldschen Normalspannungen gilt somit:
{\displaystyle {\overline {u'^{2}}}=C_{1}=konst.}
{\displaystyle {\overline {w'^{2}}}=C_{2}=konst.}
{\displaystyle {\overline {v'^{2}}}=C_{3}=konst.}
Die homogene Turbulenz lässt sich im Experiment annähernd mit Hilfe eines Gitters im Windkanal realisieren. Beim Passieren des Gitters schlägt die Strömung in eine turbulente Bewegung um.